# Бронков
Бронков (нем. Bronkow) — община в Германии, в земле Бранденбург.
Входит в состав района Верхний Шпревальд-Лужица. Подчиняется управлению Амт Альтдёберн.  Население составляет 628 человек (на 31 декабря 2010 года). Занимает площадь 38,21 км².
Коммуна подразделяется на 2 сельских округа.
| Год  | Население |
| ---- | --------- |
| 2005 | 700       |
| 2010 | 654       |